# Leopold von Ubisch
Leopold von Ubisch (* 4. März 1886 in Swinemünde; † 26. Juli 1965 in Paradis bei Bergen, Norwegen) war ein deutsch-norwegischer Zoologe.

## Leben
Leopold von Ubisch war der Sohn des preußischen Offiziers und Direktors des Berliner Zeughauses Edgar von Ubisch und seiner Frau Anna, geb. Goldschmidt. Nach dem Abitur in Berlin studierte er Rechtswissenschaften und promovierte 1908 in Heidelberg zum Dr. jur. Er schloss ein naturwissenschaftliches Studium an, das er u. a. an der Universität Rostock absolvierte, welches er 1912 mit der Promotion abschloss. Als Frontkämpfer nahm er am Ersten Weltkrieg teil und wurde mehrfach dekoriert. Nach der Habilitation 1919 in Würzburg wurde er dort 1924 a.o. Professor. 1927 erhielt er einen Ruf als Zoologie-Professor an die Münsteraner Universität und forschte zur Embryologie und Entwicklungsphysiologie.
Nach der Machtübergabe an die Nationalsozialisten war er von Hetz- und Boykottaktionen der Münsteraner Studenten betroffen, wurde aber als Frontkämpfer gemäß der Ausnahmebestimmung im Gesetz zur Wiederherstellung des Berufsbeamtentums zunächst nicht entlassen. Als auch einige der professoralen Kollegen und insbesondere der Privatdozent Heinrich Jacob Feuerborn gegen ihn hetzten, ließ er sich 1935 emeritieren. Da seine Frau Gudrun Stephansen Norwegerin war, emigrierten sie 1935 mit den Söhnen Hans (* 1914), Jörgen (* 1916) und Otto (* 1919) nach Norwegen und er konnte bis zur deutschen Besetzung Norwegens 1940 am Meeresbiologischen Institut Bergen arbeiten. Er wohnte im Ort Paradis bei Bergen. Auch während des Krieges wurde im Deutschen Reich von ihm ein Werk gedruckt.
Nach dem Krieg nahm er seine Arbeit in Bergen wieder auf, und es führten ihn Forschungsaufenthalte nach Neapel und Helgoland, eine Rückkehr auf den Lehrstuhl nach Münster lehnte er aus politischen Gründen ab, da er die antisemitischen Vorurteile der deutschen Studenten und Professoren auch weiterhin als wirksam ansah. 1954 wurde er Mitglied der Deutschen Akademie der Naturforscher Leopoldina.
Seine ältere Schwester, die Heidelberger Biologin Gerta von Ubisch, emigrierte bereits 1934 aus Deutschland.

## Schriften (Auswahl)
- Die Motive der Beweisverteilung im altdeutschen Prozess,  Berlin : E. Streisand, 1908. Diss. Heidelberg
- Die Bedeutung der neueren experimentellen Embryologie und Genetik für das Evolutions-Epigeneseproblem, Leipzig : J. A. Barth 1942 (Digitalisat).
- Entwicklungsprobleme, Jena : G. Fischer, 1953
- Gesellschaft zur Förderung der Westfälischen Wilhelms-Universität zu Münster: Leopold von Ubisch : Ansprachen u. Vorträge gehalten bei d. Gedächtnisfeier d. Math.-Naturw. Fakultät d. Univ. Münster am 25. Febr. 1966, Münster : Aschendorff 1966. dnb